# Ogrody (Kalisz)
Ogrody – osiedle usytuowane w północno–zachodniej części miasta Kalisza nad Prosną i strugą Krępica, administrowane przez radę osiedla z siedzibą przy ulicy Szewskiej 1; w granicach administracyjnych miasta od 1906 i 1934.
Ogrody graniczą z Kościelną Wsią oraz osiedlami: Dobro, Korczak, Śródmieście i Piskorzewie.

## Historia
Nazwa Ogrody odnosi się do założenia wsi na terenie dawnych winnic i sadów.
Ogrody stanowiły podmiejską wieś i osadę, podzieloną na: Ogrody Duchowne, Ogrody Kolonię i Ogrody Starościńskie. Pod koniec XIX wieku na Ogrodach mieszkało 542 mieszkańców – przeważnie osoby trudniące się ogrodnictwem.
W 1909 na kaliskich Ogrodach urodził się Szymon Poradowski.

## Ważniejsze obiekty
- Archiwum Państwowe (ul. Poznańska 207)
- Cmentarz Komunalny (ul. Poznańska 183–187)
- Galeria Kalisz (ul. Poznańska 121–131)
- kampus Akademii Kaliskiej im. Prezydenta Stanisława Wojciechowskiego (ul. Poznańska 201–205)
- Wojewódzki Szpital Zespolony im. Ludwika Perzyny (ul. Poznańska 79)

## Obiekty religijne
- Kościół pw. Matki Teresy z Kalkuty (ul. Szewska 1)
- Sala Królestwa, zboru Świadków Jehowy (ul. Sadowa 16B)[7]

## Komunikacja miejska
| Kaliskie Linie Autobusowe | Kaliskie Linie Autobusowe         |
| Nr linii                  | Trasa                             |
| ------------------------- | --------------------------------- |
| 1                         | Os. Winiary – Kampus PWSZ         |
| 1A                        | Opatówek – Kampus PWSZ            |
| 5                         | Godebskiego – Dworzec Autobusowy  |
| 6                         | Pucka Szpital – Elektryczna       |
| 12                        | Wyszyńskiego – Cmentarz Komunalny |
| 12K                       | Wyszyńskiego – Kościelna Wieś     |
| N1                        | Wyszyńskiego - Os. Winiary        |